# Elena Konstantinovna Stempkovskaja
Elena Konstantinovna Stempkovskaja (in russo Елена Константиновна Стемпковская?; Mazurščina, 1921 – Zimov'enka, 26 giugno 1942) è stata una militare sovietica.

## Biografia
Elena Stempkovskaja nacque nell'oblast' di Minsk, nella RSS Bielorussa, nel 1921, in una famiglia di contadini che alla fine degli anni trenta si trasferì a Bajaut, in Uzbekistan. Conclusa la scuola si iscrisse all'Istituto di Pedagogia di Taškent, e dal giugno 1941 entrò a far parte dell'Armata Rossa, dove frequentò un corso da radiotelegrafista. Dal gennaio 1942 prese parte alla Grande guerra patriottica nei ranghi della 76ª divisione di fanteria della 21ª armata (fronte sud-occidentale). Nel giugno del 1942, dopo che il battaglione era stato circondato nei pressi di un villaggio dello Šebekinskij rajon, Elena Stempkovskaja, in contatto radio con il quartier generale, chiamò il fuoco su di sé e rimase uccisa nella battaglia.
Con decreto del Presidium del Soviet Supremo, il 15 maggio 1946 viene insignita del titolo di Eroe dell'Unione Sovietica «per l'esemplare esecuzione degli incarichi e il coraggio e l'eroismo dimostrati nelle battaglie contro gli invasori nazisti». Ha ricevuto inoltre l'Ordine di Lenin e l'Ordine della Bandiera rossa.
Un monumento ad Elena Stempkovskaja è stato realizzato a Bajaut, mentre a Tašket è ricordata con una lapide. Le sono state intitolate scuole a Mazurščina, Taškent, Bajaut e Volgograd.